# Bohemanneset
Bohemanneset är en udde på den nordvästra sidan av Isfjorden, där Nordfjorden mynnar, på Spetsbergen i Svalbard. 
Bohemanneset har sitt namn efter den svenske entomologen Carl Henrik Boheman, som var professor vid Naturhistoriska Riksmuseet i Stockholm och som också arbetade med insamlat material från svenska spetsbergenexpeditioner. 
Bohemanneset är ungefär två kilometer långt.
Den industriellt drivna kolutvinningen i Svalbard kan anses ha startat på Bohemanneset 1899 med att ishavsskepparen Søren Zachariassen bröt ett parti på 600 hektoliter. Året därpå återkom han och ockuperade Bohemanneset för det nybildade bolaget Kulkompaniet Isefjord Spitsbergen och uppförde ett hus i juli 1900. Driften kom aldrig igång ordentligt, och 1920 övertog Nederlandsche Spitsbergen Compagnie kolfältet på Bohemanneset. Den nederländska verksamheten på Bohemanneset blev kortvarig, och 1922 flyttades merparten av bebyggelsen till Barentsburg.
Polarforskarna Hjalmar Johansen och Theodor Lerner övervintrade i en hydda på Bohemanneset 1907/1908.
I dag står det tre byggnader på Bohemanneset, varav Søren Zachariassens hus från 1900 är en. Området ägs idag av det ryska gruvföretaget Trust Arktikugol, vilket också äger Barentsburg.